# Thrixspermum platycaule
Thrixspermum platycaule är en orkidéart som beskrevs av Richard Eric Holttum. Thrixspermum platycaule ingår i släktet Thrixspermum och familjen orkidéer. Inga underarter finns listade i Catalogue of Life.